# Muhammad VII al-Munsif
Muhàmmad VII al-Múnsif (àrab: محمد المنصف باي الحسيني, Muḥammad al-Munṣif Bāy al-Ḥusaynī), conegut pels francesos com Moncef Bey (Tunis, 4 de març de 1881 - Pau, França, 1 de setembre de 1948), fou bei de Tunis de la dinastia husaynita, del 1942 al 1943. Era el fill gran del bei Muhàmmad V an-Nàssir.
Es va destacar donant suport al Destur en els esdeveniments d'abril de 1922 i fent que membres destacats del moviment fossin rebuts pel seu pare Muhàmmad V an-Nàssir.
Fou declarat príncep hereu el 30 d'abril de 1942, després de la mort successiva de dos prínceps hereus fills de Muhàmmad IV al-Hadi (Muhàmmad at-Tàhir i Muhàmmad al-Baixir), i va succeir el seu cosí Àhmad II ibn Alí quan va morir el 19 de juny següent. Quan va pujar al tron va deixar clares les seves preferències per les idees del Neo Destur i va assolir de facto la direcció del moviment nacionalista, ja que Habib Burguiba havia estat exiliat a França el 1940 i més tard enviat a Itàlia (esperant que pogués ser utilitzar per dividir els suports dels aliats a l'Àfrica del nord) i no hi havia cap líder nacionalista rellevant al país.
Immediatament el bei Muhàmmad, per mitjà del seu primer ministre Hédi Lakhoua va presentar una sèrie de reivindicacions al govern de Petain, en la direcció d'una millor representació política dels tunisians (2 d'agost de 1942): creació d'un consell consultiu legislatiu on totes les capes de la societat tunisiana fossin representades; igualtat en el tractament dels funcionaris francesos i tunisians incloent l'abolició del terç colonial pel qual els funcionaris francesos estaven millors pagats que els tunisians; creació de llocs de treball pels tunisians; escolarització obligatòria per tots els tunisians amb ensenyament en àrab com a llengua nacional al costat del francès; ampliació de les competències de les institucions judicials tunisianes; implicació nacional en el control del pressupost de l'estat; i nacionalització de les empreses d'interès general com les d'electricitat o transport.
El 8 d'agost de 1942 Burguiba va llençar una crida a donar suport als aliats al considerar als francesos uns explotadors del país però no uns exterminadors com els feixistes. I en concordança amb Burguiba el bei va proclamar la neutralitat del país en la guerra, el que era equivalent a estar contra el govern de Vichy.
El 12 d'octubre en una cerimònia al palau de la Marsa, el bei va expressar el seu desencant perquè cap tunisià estava entre els caps de l'administració arribats amb el resident general almirall Jean-Pierre Esteva, que va respondre que només els francesos eren aptes pels llocs de comandament.

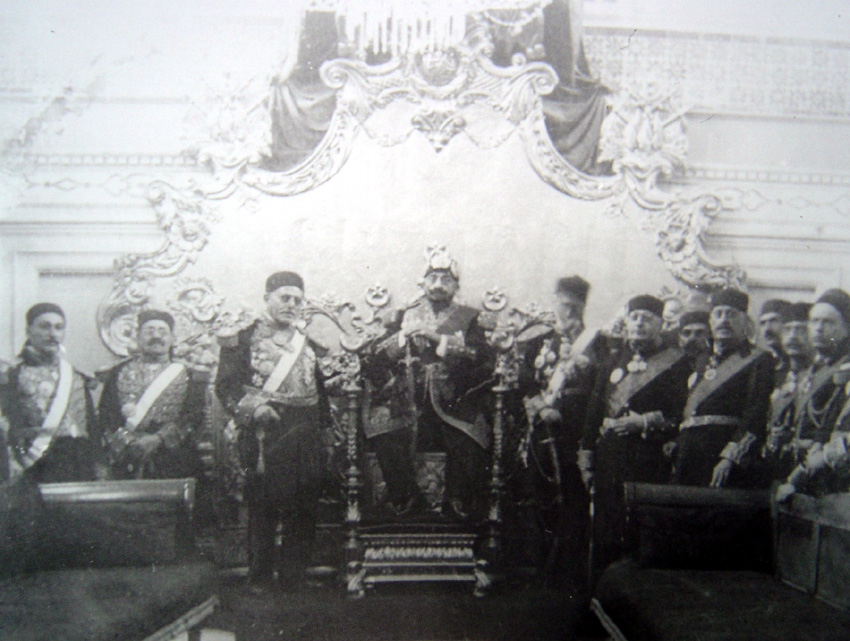
Moncef Bey amb prínceps i ministres (dreta i esquerra)

Moncef Bey va reaccionar enviant un telegrama al mariscal Pétain, cap del govern de Vichy, on exigia el cessament d'Esteva, que no es va produir. La tensió va augmentar entre el bei i el resident. Les tropes italoalemanyes van desembarcar a Tunísia el 19 de novembre i la lluita amb les forces britàniques i americanes va transformar el país en camp de batalla. Moncef Bey en aquestes circumstàncies, va refusar l'oferta dels italians d'accedir a la independència a canvi de la participació de Tunísia a la guerra al costat de l'Eix.
Al consell de ministres de finals de desembre de 1942, es va produir un incident entre el resident general Jean-Pierre Esteva i el ministre de Justícia Si Abdeljelil Zaouche, que havia fet algunes reserves amb relació a l'atribució de crèdits per la gendarmeria. L'almirall Esteva es va enfrontar al ministre del bei i va declarar que no podia admetre cap retret contra la gendarmeria nacional que era un cos d'elit (però que els tunisians veien com el cos que substituïa progressivament la sobirania nacional per la francesa). Quan el bei ho va saber va fer dimitir a tots els ministres al·legant que havia d'entrar gent més jove i competent. El gener de 1943 el bei va nomenar nou primer ministre a M'hamed Chenik en un gabinet amb gent del Neo Destur com Mahmoud Materi i Salah Farhat.
Quan els aliats van entrar a Tunis, van veure al bei com un element hostil, més pel seu nacionalisme que per haver col·laborat amb el règim de Vichy. El 13 de maig de 1943 sota ordes dels generals Henri Giraud i Alphonse Juin, representants de les Forces Franceses Lliures, se li va demanar d'abdicar que no va acceptar, i el dia 14 es va informar de la decisió de destituir-lo cosa que es va produir de fet el dia 15. Formalment va abdicar el 6 de juliol. Fou enviat a l'exili a Ténès, a Algèria, i després a Pau on va viure fins a la seva mort l'1 de setembre de 1948.
Es va casar el 1900 amb una cosina, la princesa (Lalla) Traki (morta el 1919) amb la que va tenir quatre fills:
- Príncep Salaheddine Bey (1902-1938)
- Príncep Mohammed Raouf Bey (1903-1977)
- Príncep Omar Bey (1904-1938)
- Princesa (Lalla) Farida (1911-)

En segones noces es va casar amb Lalla Zoubaida de la que es va divorciar aviat, i després amb una altra cosina, Lalla Habiba (1888-1969), de la qual es va divoricar el 1942; la seva quarta i darrera esposa (agost de 1942) fou Lalla Arbiya (morta el 1974) que el va acompanyar a l'exili.
El va succeir el seu cosí Muhàmmad VIII al-Amín, fill de Muhàmmad VI al-Habib.